# Siedlung Im Mainfeld
Die Siedlung Im Mainfeld ist eine Wohnsiedlung in Frankfurt am Main im Stadtteil Niederrad. Sie wurde 1974 bis 1976 im Rahmen des öffentlich geförderten Wohnungsbaus errichtet. Die Siedlung besteht aus 9 zwischen 40 und 75 Meter hohen Wohngebäuden mit zusammen 1035 Mietwohnungen. In der Nähe der Siedlung liegt die kooperative Gesamtschule KGS Niederrad.

## Geschichte
Mainfeld ist ein historischer Flurname in der Gemarkung des im Jahr 1900 nach Frankfurt eingemeindeten Dorfes Niederrad. Eine Landkarte Niederrads und Umgebung aus dem Jahr 1879 zeigt das Flurstück als ein unbebautes Feld nördlich des damaligen Dorfes, gelegen unmittelbar am orografisch linken, geografisch südlichen Mainufer. Der Flurname ist vor Ort bis in die Gegenwart als Straßenname Im Mainfeld erhalten geblieben.

## Lage
Die Siedlung Im Mainfeld liegt im Norden des Stadtteils Niederrad. Unmittelbar nördlich der Nebenstraße Im Mainfeld verläuft das Niederräder Ufer, eine Hauptverkehrsstraße zwischen den südmainischen Stadtteilen Schwanheim und Sachsenhausen. Östlich der Siedlung liegt der Elli-Lucht-Park, nordöstlich davon das auf einer Landzunge im Main gelegene Licht- und Luftbad Niederrad. Die nächstgelegenen Anschlüsse an den öffentlichen Personennahverkehr sind zwei Bushaltestellen der städtischen Verkehrsgesellschaft VGF an der Straße Bruchfeld, ebenfalls ein historischer Flurname Niederrads.